# Джерсі
Джерсі (англ. Jersey, фр. Jersey, норм. Jèrri) — найбільший з Нормандських островів розміщений на захід від Нормандії, який населяють 97857 жителів. Його площа становить 118,2 км кв. Столицею є місто Сент-Гелієр. Перебуває під юрисдикцією Великої Британії і не є самостійною країною.
Острів Джерсі (як й інші острови Ла-Маншу) є останніми слідами середньовічного Нормандського герцогства.

## Історія
З розкопок у Ла-Котт-де-Сен-Брелад було виявлено рештки неандертальців, давниною приблизно в 250 000 років. Також на острові існують докази проживання людей Неоліту та Бронзової доби.
У Римській імперії Джерсі був відомий як Кезарія (лат. Caesarea).
У 1204 році, коли король Іоанн I Безземельний втратив континентальну частину Нормандського герцогства, землі дісталися королю Франції Філіпу II Августу. Але острівна Нормандія залишилася під опікою Англійського королівства.
З 1337 по 1453 роки під час Столітньої війни між Англією і Францією острів зазнав численних атак. Відразу після закінчення Столітньої війни в 1455 році почалася війна Червоної та Білої троянд, під час якої острів Джерсі був окупований французькими військами протягом семи років, а потім за наполяганням сера Річарда Харлістона був повернутий під суверенітет Англії.
У XVI столітті кораблі джерсійських рибалок часто ходили через Північну Атлантику до берегів Ньюфаундленду.
У 1643 році королівським віце-губернатором острова Джерсі був призначений місцевий уродженець острова Джордж Картерет. У 1644 році Карл I Стюарт призначив його віце-адміралом острова Джерсі і прилеглих до нього островів. Картерет зробив острів притулком для вигнаних роялістів, а також створив стратегічну базу королівського флоту. У 1646 році та в 1649-1650 роках на Джерсі зупинявся принц Карл, який посвятив Картерета в лицарі і дарував йому титул баронета. У 1640-х роках Англія була розколота громадянською війною, ворожнеча поширилася на Шотландію та Ірландію і не обійшла стороною острів Джерсі. Симпатії жителів острова розділилися на два табори: одна частина була на боці парламенту, а прихильники Джорджа Картерета підтримували короля Карла II. 12 грудня 1651 року Картерет після семи тижнів облоги був змушений здати Джерсі парламентаріям. Пізніше він приєднався до вигнанців-роялістів у Франції. Король Карл II на подяку за підтримку, надану йому на острові Джерсі, вирішив нагородити Джорджа великою земельною ділянкою в англійських колоніях на території Північної Америки, яка в майбутньому стала штатом Нью-Джерсі. 
XVIII ст. стало періодом політичного напруження поміж Францією та Британією. В силу свого географічного розташування острів Джерсі весь час перебував у стані бойової готовності. Під час війни за незалежність США у 1776 році французами були зроблені дві спроби завоювати острів. У 1779 році німецький принц герцогства Нассау спробував висадити на острів свої війська, але спроба була невдалою. У 1781 році армія барона де Реллекура захопила Сент-Гелієр, але потім була переможена британськими військами. 
У період з 1 липня 1940 по 9 травня 1945 рр. острів був окупований гітлерівською Німеччиною. Більш ніж 30 тисяч остров'ян встигли евакуюватися на територію Великої Британії. Решту населення  час від часу використовували для фортифікаційних робіт. У період з жовтня 1941 по січень 1944 рр. військовополонені з різних країн будували на острові підземний шпиталь. 9 травня 1945 року острів був звільнений від гітлерівських військ.

## Географія

### Місцезнаходження
Джерсі знаходиться в затоці Сен-Мало, Відстань до берегів Франції становить 22 км, до берегів Великої Британії - 137 км. Довжина острова - 8 км, ширина становить приблизно 14,5-16 км. Столиця Сент-Гелієр лежить на півдні острова, і має географічні координати 49° 11′ 24″ N; 2° 06′ 36″ W.

### Рельєф
Джерсі, здебільшого, являє собою плато. Острів вкритий лесом. На острові є велика кількість долин, що схиляються з півночі на південь, уздовж північного узбережжя розташовані скелі, що сягають висотою 148 метрів. Узбережжя Джерсі вкрите рифами.

### Клімат
| Клімат Станції Джерсі, на висоті 84 м, 1981-2010 | Клімат Станції Джерсі, на висоті 84 м, 1981-2010 | Клімат Станції Джерсі, на висоті 84 м, 1981-2010 | Клімат Станції Джерсі, на висоті 84 м, 1981-2010 | Клімат Станції Джерсі, на висоті 84 м, 1981-2010 | Клімат Станції Джерсі, на висоті 84 м, 1981-2010 | Клімат Станції Джерсі, на висоті 84 м, 1981-2010 | Клімат Станції Джерсі, на висоті 84 м, 1981-2010 | Клімат Станції Джерсі, на висоті 84 м, 1981-2010 | Клімат Станції Джерсі, на висоті 84 м, 1981-2010 | Клімат Станції Джерсі, на висоті 84 м, 1981-2010 | Клімат Станції Джерсі, на висоті 84 м, 1981-2010 | Клімат Станції Джерсі, на висоті 84 м, 1981-2010 | Клімат Станції Джерсі, на висоті 84 м, 1981-2010 |
| Показник                                         | Січ.                                             | Лют.                                             | Бер.                                             | Квіт.                                            | Трав.                                            | Черв.                                            | Лип.                                             | Серп.                                            | Вер.                                             | Жовт.                                            | Лист.                                            | Груд.                                            | Рік                                              |
| Абсолютний максимум, °C                          | 14,0                                             | 18,0                                             | 20,3                                             | 25,0                                             | 28,0                                             | 33,0                                             | 32,4                                             | 36,0                                             | 30,2                                             | 26,0                                             | 21,0                                             | 16,0                                             | 36,0                                             |
| Середній максимум, °C                            | 8,3                                              | 8,4                                              | 10,4                                             | 12,5                                             | 15,8                                             | 18,4                                             | 20,4                                             | 20,6                                             | 18,7                                             | 15,4                                             | 11,7                                             | 9,2                                              | 14,2                                             |
| Середній мінімум, °C                             | 4,3                                              | 3,8                                              | 5,3                                              | 6,5                                              | 9,3                                              | 11,8                                             | 13,9                                             | 14,3                                             | 12,9                                             | 10,6                                             | 7,5                                              | 5,0                                              | 8,8                                              |
| Абсолютний мінімум, °C                           | −10,3                                            | −9                                               | −3,3                                             | −1,6                                             | 0,0                                              | 5,9                                              | 9,0                                              | 7,7                                              | 6,0                                              | −2,6                                             | −3                                               | −4                                               | −10,3                                            |
| Середня кількість сонячних годин на місяць       | 66,6                                             | 91,6                                             | 134,0                                            | 196,5                                            | 236,7                                            | 245,4                                            | 252,7                                            | 235,3                                            | 184,6                                            | 118,8                                            | 79,9                                             | 63,2                                             | 1904,8                                           |
| Норма опадів, мм                                 | 93.1                                             | 68.9                                             | 66.1                                             | 56.4                                             | 55.6                                             | 47.5                                             | 44.6                                             | 49.5                                             | 63.9                                             | 103.4                                            | 105.4                                            | 113.9                                            | 865.8                                            |
| ------------------------------------------------ | ------------------------------------------------ | ------------------------------------------------ | ------------------------------------------------ | ------------------------------------------------ | ------------------------------------------------ | ------------------------------------------------ | ------------------------------------------------ | ------------------------------------------------ | ------------------------------------------------ | ------------------------------------------------ | ------------------------------------------------ | ------------------------------------------------ | ------------------------------------------------ |
| Джерело: Met Office та Voodoo Skies              |                                                  |                                                  |                                                  |                                                  |                                                  |                                                  |                                                  |                                                  |                                                  |                                                  |                                                  |                                                  |                                                  |

## Населення
Корінне населення Джерсі є нащадками норманів, проте з починаючи 1830 року воно було піддане англійському впливу, а пізніше впливу багатьох мігрантів.

### Національний склад
Непереважну більшість населення складають джерсійці – 44,4%. 30,5% – англійці, 3% – поляки, 2.1% – ірландці, інші національності становлять 10,6%.

### Вік та стать населення
Медіана населення становить 38,2 роки, серед чоловіків 37 років, серед жінок – 39,7 років

### Мови
Національною мовою Джерсі є джерсійський діалект нормандської мови. Джерсійським діалектом розмовляє лише 3000 людей, двом третім яких більше ніж 60 років.
Англійською мовою станом на 2001 рік розмовляло 94,5% населення, португальською – 4,6%, на інші мови припадало 0,9%.

### Релігія
Християни різних конфесій становлять 85.2%, бахаїсти – 0.3%, індуїсти – 0.1%, юдеї – 0.1%, мусульмани – 0.1%, атеїсти – 1.1%, агностики – 13.1%.

### Імміграція
Під час гугенотських воєн багато французьких протестантів мігрувало до релігійно толерантних країн, серед них деякі знайшли прихисток в Джерсі. Частина гугенотів залишились в Джерсі, інші переселилось до Англії чи до Нідерландів.
В XIX ст. у Джерсі знайшли притулоок французькі єзуїти, які тікали від релігійних гонінь. У 1880 році єзуїти відкрили школу та побудували обсерваторію, що діє і сьогодні.
Також в XIX ст. до Джерсі іммігрували політичні біженці, серед них був Віктор Гюго.
Багато англійців, включно з ветеранами Наполеонівських воєн оселилися в Джерсі через дешевизну землі на острові.

## Економіка
Економіка островів Ла-Маншу підтримується фінансовими банківськими структурами, сільським господарством і туризмом. У 1996 році прибуток фінансового сектора становив понад 60% острівного доходу.
Картопля, цвітна капуста, томати, та квіти — найважливіші експортні товари, відсилаються, головним чином, до Великої Британії. У Джерсі розвинене корівництво, зосереджене на виробництві молочних продуктів та розведенні корів. Єдининою дозволеною породою на острові з 1789 року є джерсійська. Молочні продукти експортуються до Великої Британії та інших країн Європи.
Уся сировина та енергоносії імпортуються, так само як і великий відсоток харчових товарів.
Невеликі податки сприятливо діють на організацію нових підприємств на території острова. Рівень життя приблизно такий, як й у Великій Британії.

### Туризм
Острів відомий завдяки розміщенню на ньому Фонду охорони природи Даррела. Цей фонд, заснований спочатку як зоопарк, відомим англійським натуралістом Джеральдом Даррелом, уже протягом 40 років успішно розвиває програми збереження тваринного світу. 24% доходів острова надходить від туризму.